# Sendang Arum
Sendang Arum is een bestuurslaag in het regentschap Sleman van de provincie Jogjakarta, Indonesië. Sendang Arum telt 3362 inwoners (volkstelling 2010).